# مارتي هيويت
مارتي هيويت (بالإنجليزية: Marty Hewitt)‏ هو لاعب كرة قدم بريطاني، ولد في 24 يوليو 1965 في هارتلبول في المملكة المتحدة. لعب مع نادي هارتلبول يونايتد.